# País

Mapa dels Països Catalans. Els Països Catalans són els territoris de cultura catalana on la llengua autòctona és el català, o bé els territoris que formen part d'una unitat geogràfica, històrica, cultural i lingüística de predomini català. Són també els territoris on viuen o han viscut els catalans.

Un país és un territori, o una contrada, delimitat per característiques naturals (unitat fisiogràfica o paisatgística), culturals (territori d'un poble, d'una nació) o polítiques (estat).
Quan es refereix a una organització política específica, el terme «país» pot referir-se a un estat sobirà, un estat amb reconeixement limitat, un país constituent o un territori dependent. La majoria dels estats sobirans, però no tots els països, són membres de les Nacions Unides. No hi ha un acord universal sobre el nombre de països al món, ja que diversos estats han disputat l'estatus de sobirania, el reconeixement limitat i una sèrie d'entitats no sobiranes s'anomenen habitualment països.
La definició i l'ús de la paraula "país" són flexibles i han canviat amb el temps. The Economist va escriure l'any 2010 que "qualsevol intent de trobar una definició clara d'un país aviat es troba amb un gran nombre d'excepcions i anomalies."
Les àrees molt més petites que una entitat política es poden anomenar «país», com ara el West Country a Anglaterra, «big sky country» (utilitzat en diversos contextos de l'Oest dels Estats Units), «país del carbó» (utilitzat per descriure regions mineres de carbó), o simplement «el país» (utilitzat per descriure una zona rural). El terme "país" també s'utilitza com a qualificatiu descriptiu, com ara música country o un estil de vida campestre.

## Etimologia
El terme «país» prové del llatí pagus a través del mot francès pays. Designava una subdivisió territorial de la civitas com a demarcació rural (és la mateixa etimologia que "pagès"). A l'edat mitjana un pagus indicava una comarca com a subdivisió d'un comtat.

## Identificació
Els símbols d'un país poden incorporar símbols culturals, religiosos o polítics de qualsevol nació que el país inclogui. Es poden veure moltes categories de símbols en banderes, escuts o segells.

### Nom

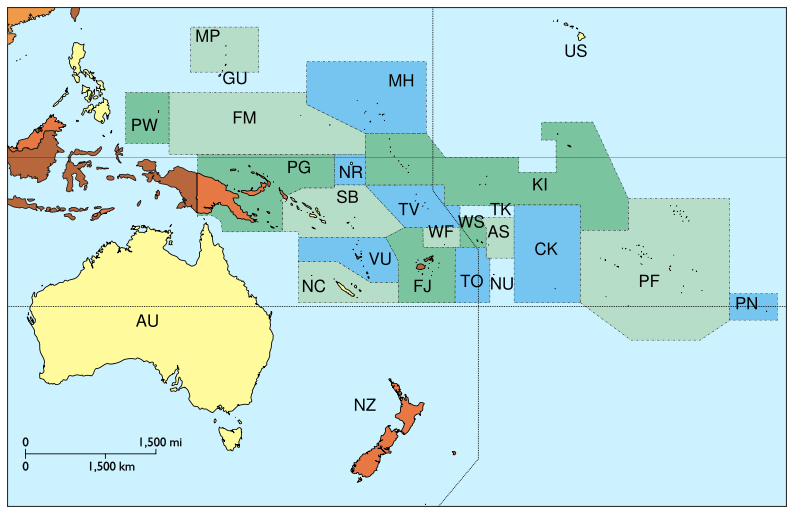
Tot i això, diverses entitats no sobiranes tenen codis de país, com ara PF (Polinèsia Francesa) i TK (Tokelau)

La majoria dels països tenen un nom llarg i un nom curt. El nom llarg s'utilitza normalment en contextos formals i sovint descriu la forma de govern del país. El nom curt és el nom comú del país amb el qual s'identifica normalment. Els noms de la majoria de països es deriven d'una característica de la terra, el nom d'una tribu o persona històrica o una descripció direccional. L'Organització Internacional per a l'Estandardització manté una llista de codis de país com a part de la norma ISO 3166 per designar cada país amb un codi de país de dues lletres. El nom d'un país pot tenir un significat cultural i diplomàtic. L'Alt Volta va canviar el seu nom a Burkina Faso per reflectir el final de la colonització francesa, i el nom de Macedònia del Nord va ser disputat durant anys a causa d'un conflicte amb la regió de Macedònia de Grècia amb el mateix nom.

### Banderes
Originalment, les banderes que representaven un país serien generalment la bandera personal dels seus governants; tanmateix, amb el temps, la pràctica d'utilitzar banderes personals com a banderes de llocs es va abandonar en favor de banderes que tenien certa significació per a la nació, sovint la seva patrona. Els primers exemples d'aquests van ser les repúbliques marítimes com Gènova que es podria dir que tenien una bandera nacional ja al segle XII. Tanmateix, encara s'utilitzaven sobretot en el context de la identificació marina.
Tot i que algunes banderes daten de temps antics, l'ús generalitzat de banderes fora del context militar o naval només comença amb l'auge de la idea d’estat nació a finals del segle xviiiI i, en particular, són un producte de l'Edat de la Revolució. Revolucions com les de França i Amèrica van demanar que la gent comencés a pensar-se com a ciutadans en lloc de súbdits sota un rei i, per tant, van necessitar banderes que representessin la ciutadania col·lectiva, no només el poder i el dret d'una família governant. Amb el nacionalisme comú a tot Europa al segle xii, les banderes nacionals van arribar a representar la majoria dels estats d'Europa. Les banderes també van començar a fomentar un sentit d'unitat entre diferents pobles, com ara la Union Jack que representava una unió entre Anglaterra i Escòcia, o van començar a representar la unitat entre nacions en una lluita compartida percebuda, per exemple, els colors paneslaus o més tardç colors àrabs.
A mesura que els europeus van colonitzar parts importants del món, van exportar idees de nació i símbols nacionals, incloses les banderes, i l'adopció d'una bandera es va veure com una part integral del procés de construcció de la nació. El canvi polític, la reforma social i les revolucions combinades amb un sentit creixent de nacionalitat entre la gent normal als segles xix i xx van provocar el naixement de noves nacions i banderes a tot el món. Amb la creació de tantes banderes, va començar a desenvolupar-se l'interès per aquests dissenys i va sorgir l'estudi de les banderes, la vexil·lologia, tant a nivell professional com aficionat. Després de la Segona Guerra Mundial, la vexil·lologia occidental va passar per una fase de ràpid desenvolupament, amb nombroses instal·lacions d'investigació i publicacions establertes.

### Himnes nacionals
Un himne nacional és una composició musical patriòtica que simbolitza i evoca elogis de la història i les tradicions d'un país o nació. Tot i que el costum d'un himne nacional adoptat oficialment es va popularitzar només al segle xii, alguns himnes nacionals són anteriors a aquest període, sovint existint com a cançons patriòtiques molt abans de ser designats com a himne nacional. Diversos països continuen sense un himne nacional oficial. En aquests casos, hi ha himnes de facto establerts que es sonen en esdeveniments esportius o recepcions diplomàtiques. Aquests inclouen el Regne Unit (God Save the King) i Suècia (Du gamla, Du fria). Alguns estats sobirans que estan formats per diversos països o circumscripcions tenen composicions musicals associades per a cadascun d'ells (com amb el Regne Unit, Rússia i la Unió Soviètica). De vegades s'anomena himnes nacionals tot i que no són estats sobirans (per exemple, Hen Wlad Fy Nhadau s'utilitza per a Gal·les, part del Regne Unit).

### Altres símbols
- Escuts o emblemes nacionals
- Segells
- Lemes nacionals
- Colors nacionals

## Accepcions
El mot presenta diferents accepcions basades en els elements caracteritzadors que defineixen un territori determinat: medi físic o natural, ètnia o política.

### Contrada o regió natural
En el sentit de contrada o regió petita s'utilitza país en diferents expressions geogràfiques: productes del país, un país de bolets, Sant Sadurní és el país del cava, el Vallès és el rerepaís de Barcelona, la Cerdanya és un país muntanyós.
L'escola geogràfica francesa va definir la regió natural, o regió fisiogràfica, com a equivalent de país en el sentit restringit. Així, le pays catalan és la Catalunya del Nord.

### Regió geogràfica
En un sentit més ampli, un país és una regió geogràfica on, a més de les característiques naturals, es té en compte les característiques culturals, socials i històriques que determinen la regió. A vegades el país pot correspondre a una regió administrativa i de vegades s'utilitza en contraposició a delimitacions arbitràries. Per exemple: el País Basc, el País de Gal·les, els Països Catalans.

### Territori estatal
Per extensió de regió administrativa, s'usa país per a designar el territori d'un estat. En la legislació i en els acords i tractats internacionals es prefereix usar el terme Estat perquè és més precís que país.
Quan es parla d'agrupacions de països (països mediterranis, països àrabs, països desenvolupats…) es pot referir tant a agrupacions d'estats com a àrees culturals o econòmiques. En el cas de Països Catalans es refereix, generalment, al domini lingüístic del català.

## Frontera
Una frontera és el límit geogràfic imaginari entre dos països. També es consideren fronteres les zones d'accés d'aeroports o ports, ja que esdevenen els límits aeris i marítims del país. D'aquesta manera es delimita l'espai en el que un país exerceix la seva sobirania.

## Altres tipus de territoris

### País constituent
Un país constituent és un terme a vegades utilitzat, normalment per institucions oficials, en contextos en els quals un nombre de països componen una gran entitat o agrupació; així l'OCDE ha utilitzat el terme referit-se a l'antiga Iugoslàvia, i les institucions europees com el Consell d'Europa freqüentment la utilitzen en referència a la Unió Europea.

### Territori dependent

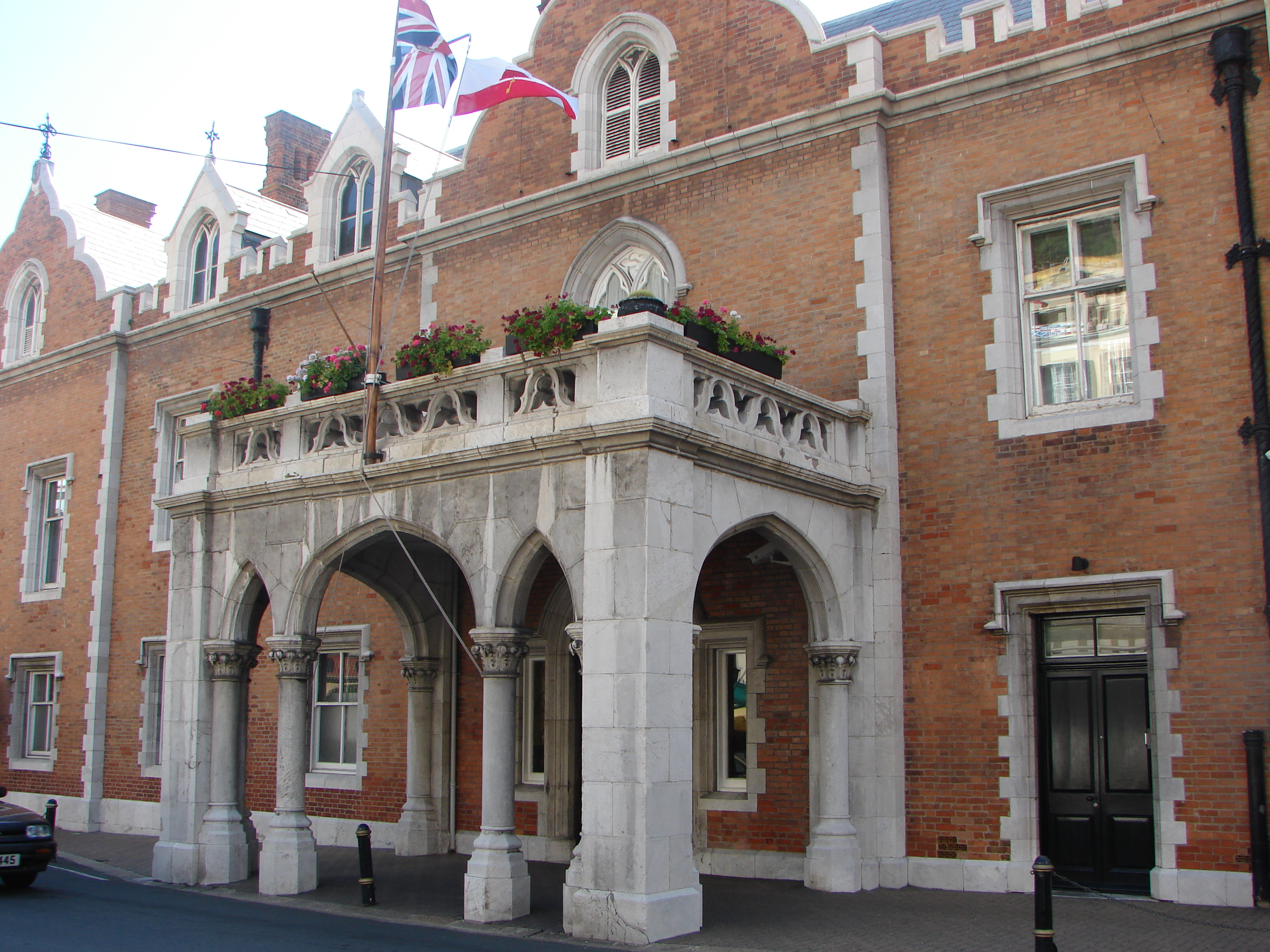
Edifici del govern de Gibraltar, un territori dependent segons l'ONU

Una dependència, àrea dependent o territori dependent és un territori que per qualsevol causa no gaudeix de total independència ni sobirania sinó que depèn d'un Estat, amb la particularitat que tampoc no gaudeix del mateix estatus que les altres unitats (regions, províncies, departaments, etc.) que formen aquest Estat. Alguns d'aquests territoris poden ser, per exemple, colònies (o antigues colònies) o terrenys deshabitats.
En el cas concret de França, per exemple, la part que es troba al continent europeu (incloent l'illa de Còrsega) es considera metròpoli mentre que la resta de territoris, a Àfrica, Amèrica i Oceania són territoris d'ultramar que de fet són dependències. Un altre exempte n'és Gibraltar, un territori dependent del Regne Unit ubicat a la península Ibèrica. L'Illa de Montserrat, al Carib, també és una dependència britànica.

### Territori en disputa

Reclamacions territorials que actualment podem trobar en referència a l'Antàrtida.

Un territori disputat és aquell territori del que la seva sobirania és ambicionada per dos o més països. Normalment l'administració del territori la porta a un cap dels països que reclama la sobirania, mentre que l'altre país no reconeix la sobirania sobre el territori de l'altre país. Això no es sol donar en àrees terrestres o marítimes sobre les que cap dels països que ho reclamen en tingui el control efectiu, com per exemple l'aAntàrtida, o només ho té parcialment. També se pot considerar com un territori disputat a aquelles zones que estan administrades per dos governs diferents i, per tant, estan dividides; un exemple és la República Turca de Xipre del Nord i Xipre.